# 레옹 브릴루앵
레옹 니콜라 브릴루앙(Léon Nicolas Brillouin, 1889년 8월 7일 – 1969년 10월 4일)은 프랑스 태생 미국 물리학자다. 양자역학과 전자기파 이론 및 고체물리학에 큰 공헌을 하였다.

## 생애
브릴루앙은 프랑스 세브르에서 1889년 8월 7일 태어났다. 그의 아버지인 마르셀 브릴루앵(Marcel Brillouin)은 유명한 물리학자였고, 할아버지와 증조할아버지도 물리학자였다.
1908년부터 1912년까지 에콜 노르말 쉬페리외르에서 물리학을 전공하였다. 1912년에 뮌헨 루트비히 막시밀리안 대학교로 전학하여 아르놀트 조머펠트 아래 이론물리학을 공부하였다. 1913년엔 파리 대학교로 전학하였다. 1914년부터 1919년까지 제1차 세계 대전 동안 군에 복무하였고, 전후 폴 랑주뱅 아래 파리 대학교에서 박사 과정을 밟아 1920년에 졸업하였다.
1923년에 콜레주 드 프랑스의 물리학 연구소 부장이 되었다. 1926년에 WKB 근사를 발표하였고, 1930년에 브릴루앵 영역을 정의하였다.
제2차 세계 대전이 발발하여 파리가 함락되자, 1940년에 미국으로 도피하였다. 1940년부터 1942년까지 위스콘신 대학교 매디슨에 있다가 브라운 대학교로 이사하였다. 1943년에는 다시 컬럼비아 대학교에서 레이다를 연구하였다.1947년에 하버드 대학교 응용수학과로 이전하였다. 1949년에 하버드를 떠나, 1952년에 IBM 연구소 및 컬럼비아 대학교에 근무하였다. 1954년에 컬럼비아 대학교 조교수직을 얻었다. 1969년에 뉴욕에서 사망하였다.